# Howard Mutchler

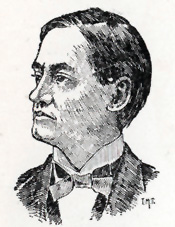
Howard Mutchler

Howard Mutchler (* 12. Februar 1859 in Easton, Northampton County, Pennsylvania; † 4. Januar 1916 ebenda) war ein US-amerikanischer Politiker. Zwischen 1893 und 1903 vertrat er zwei Mal den Bundesstaat Pennsylvania im US-Repräsentantenhaus.

## Werdegang
Howard Mutchler war der Sohn des Kongressabgeordneten William Mutchler (1831–1893). Er besuchte die öffentlichen Schulen seiner Heimat und danach die Phillips Academy in Andover. Anschließend begann er bei seinem Vater ein Jurastudium, das er aber ohne Abschluss abbrach, um in der Zeitungsbranche zu arbeiten. In Easton gab er danach zwei Tageszeitungen heraus. Politisch wurde er wie sein Vater Mitglied der Demokratischen Partei.
Nach dem Tod seines Vaters, der als Kongressabgeordneter verstarb, wurde Howard Mutchler bei der fälligen Nachwahl für den siebten Sitz von Pennsylvania als dessen Nachfolger in das US-Repräsentantenhaus in Washington, D.C. gewählt, wo er am 7. August 1893 sein neues Mandat antrat. Da er bei den regulären Kongresswahlen des Jahres 1894 auf eine weitere Kandidatur verzichtete, konnte er bis zum 3. März 1895 nur die laufende Legislaturperiode im Kongress beenden.
Bei den Kongresswahlen des Jahres 1900 wurde Mutchler erneut im siebten Wahlbezirk von Pennsylvania in das US-Repräsentantenhaus gewählt, wo er am 4. März 1901 die Nachfolge von Laird Howard Barber antrat. Da er im Jahr 1902 nicht mehr zur Wiederwahl antrat, konnte er bis zum 3. März 1903 nur eine weitere Legislaturperiode im Kongress absolvieren. Nach seiner Zeit im US-Repräsentantenhaus betätigte sich Howard Mutchler wieder im Zeitungsgeschäft. Er starb am 4. Januar 1916 in Easton, wo er auch beigesetzt wurde.